# Арабијска пешчарска газела
Арабијска пешчарска газела (лат. Gazella marica, енгл. Arabian Sand Gazelle) је врста која је донедавно сматрана подврстом газеле џејран (Gazella subgutturosa).

## Угроженост
Ова врста се сматра рањивом у погледу угрожености врсте од изумирања.

## Распрострањење
Ареал врсте је ограничен на две државе: Оман и Саудијску Арабију.